# Rio Grande (dopływ Parany)
Rio Grande (Grande) – rzeka w południowo-wschodniej Brazylii (stan Minas Gerais), o długości 1044 km i powierzchni dorzecza blisko 170 tys. km². Po połączeniu z Paranaibą tworzy Paranę. Grande wypływa z gór Serra da Mantiqueira. Głównymi dopływami są Pardo oraz Sapucai.
W środkowym biegu (do 209 km) jest żeglowna. W dolnym biegu tworzy liczne wodospady. Średni przepływ wody wynosi ok. 2 tys. m³/s. Wybudowano na niej kilka hydroelektrowni (m.in. Furnas, o mocy 1200 MW; Agua Vermelha i Marimbondo, o mocy docelowej blisko 1400 MW każda).